# Ernst Otto Framhein
Ernst Otto Framhein (* 27. Januar 1904 in Hamburg; † 13. Dezember 1954 ebenda) war ein Hamburger Rechtsanwalt und Experte für Seehandelsrecht.

## Leben

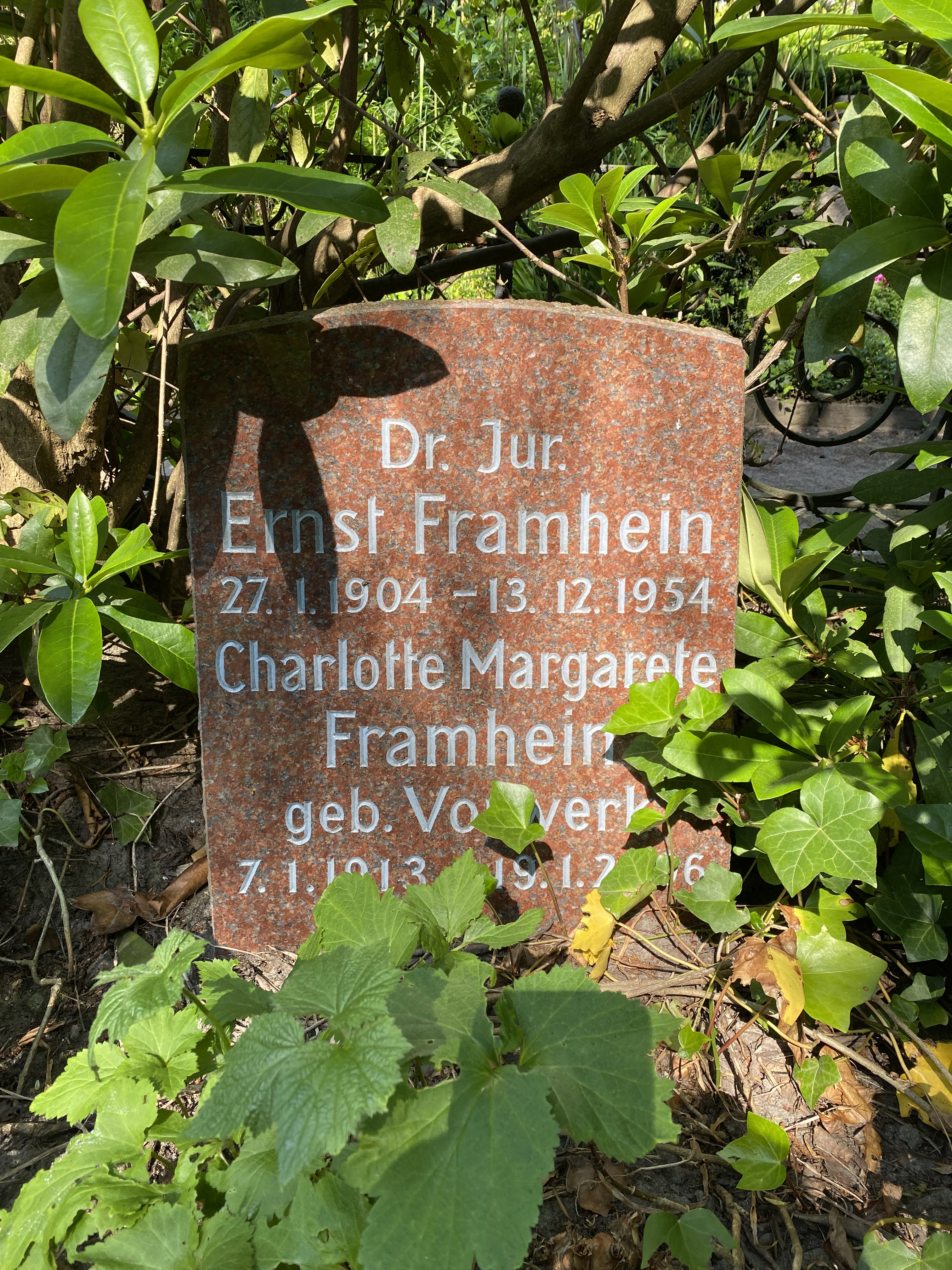
Grabstätte auf dem Nienstedtener Friedhof

Framhein entstammte einer alten Hamburger Juristenfamilie und war ein Sohn von Gustav Carl Framhein und Enkel von Otto Heinrich Framhein. Nach seinem Abitur 1922 an der Heinrich-Hertz-Schule (Hamburg) studierte er wie bereits sein Vater und sein Großvater Rechtswissenschaft an der Eberhard-Karls-Universität, wo er als Framhein III 1922 im Corps Suevia Tübingen aktiv wurde. Framhein setzte sein Studium in München und mit Auslandssemestern in Lausanne und Oxford fort und kehrte nach Hamburg zurück, wo er Ende 1926 das erste Staatsexamen ablegte. Bei Ernst Bruck wurde er mit einer Doktorarbeit zum Seehandelsrecht 1926 zum Dr. jur. promoviert. Nach seinem Referendariat mit Stationen in Paris, London und Buenos Aires trat er 1928 in die angesehene, auf Seehandelsrecht spezialisierte Hamburger Kanzlei Vorwerk Tiefenbacher, die ab 1932 als Vorwerk, Tiefenbacher, Framhein firmierte.
Während seiner Zeit beim Heer (Wehrmacht) stand Framhein über seinen Schwager Gustav Adolph Vorwerk (1918–2002) im engen Kontakt mit Claus Graf von Stauffenberg und dessen Adjutanten Werner von Haeften. Über Clarita Tiefenbacher, die Tochter seines Sozius Tiefenbacher und zugleich die Patentante von Framheins jüngster Tochter, hatte er zudem einen engen Kontakt mit Adam von Trott zu Solz. Rechtzeitig gewarnt und von keinem der Beteiligten der Gestapo verraten, konnten Vorwerk und Framhein sich der drohenden Verhaftung entziehen. Vorwerks Tochter heiratete später einen Neffen Stauffenbergs. Framhein gewann seinen Kriegskameraden Fritz Milenz (1921–2012) für das Corpsstudententum. Unter seinem starken Einfluss brachten Milenz und Ernst-Georg Pantel das Hamburger Corps Albertina in den grünen Kreis.
Framhein heiratete 1932 Charlotte Margarete Vorwerk (1913–2006), eine Enkelin von Georg Friedrich Vorwerk. Aus der Ehe gingen drei Töchter hervor. Framhein ruht in der Familiengrabstätte Vorwerk auf dem Nienstedtener Friedhof.